# 상속결격
상속 결격은 한국 민법 제1004조에 규정되어 있는 상속을 받을 수 없는 이유를 말한다.

## 미국의 살인자법
살인자법(Slayer rule)은 피상속인을 살해한 상속인은 상속을 받을 수 없다는 미국 상속법 규칙이다. 상속인이 형사적으로 살인죄 유죄 평결을 받을 필요는 없고 민사적 판결로 충분하다. 한국 민법의 수증자의 망은 행위, 즉 증여자에 대한 수증자의 범죄 행위가 있는 경우 증여자는 그 증여 계약을 해제할 수 있다는 조항과 유사하다.(제556조 제1항 제1호)

## 판례
- [1]항의 규정들 소정의 상속 결격 사유로서 살해의 고의 이외에 상속에 유리하다는 인식을 필요로 하는지 여부에 관하여는 우선 같은 법 제992조 제1호 및 제1004조 제1호는 그 규정에 정한 자를 고의로 살해하면 상속 결격자에 해당한다고만 규정하고 있을 뿐 더 나아가 상속에 유리하다는 인식이 있어야 한다고까지는 규정하고 있지 아니하고, 위 법은 피상속인 또는 호주 상속의 선순위자(제992조 제1호)와 피상속인 또는 재산 상속의 선순위나 동 순위에 있는 자(제1004조 제1호) 이외에 직계 존속도 피해자에 포함하고 있고 위 직계 존속은 가해자보다도 상속 순위가 후순위일 경우가 있는바 같은 법이 굳이 동 인을 살해한 경우에도 그 가해자를 상속 결격자에 해당한다고 규정한 이유는 상속 결격 요건으로서 살해의 고의 이외에 상속에 유리하다는 인식을 요구하지 아니한다는 데에 있다고 해석할 수밖에 없으며, 같은 법 제992조 제2호 및 이를 준용하는 제1004조 제2호는 고의로 직계 존속, 피상속인과 그 배우자에게 상해를 가하여 사망에 이르게 한 자도 상속 결격자로 규정하고 있는데 이 경우에는 상해의 고의만 있으면 되고 이 고의에 상속에 유리하다는 인식이 필요 없음은 당연하므로 이 규정들의 취지에 비추어 보아도 그 각 제1호의 요건으로서 살해의 고의 이외에 상속에 유리하다는 인식은 필요로 하지 아니한다.[1]

- 상속인의 결격 사유의 하나로 규정하고 있는 민법 제1004조 제5호 소정의 '상속에 관한 유언서를 은닉한 자'라 함은 유언서의 소재를 불명하게 하여 그 발견을 방해하는 일체의 행위를 한 자를 의미하는 것이므로 단지 공동 상속인들 사이에 그 내용이 널리 알려진 유언서에 관하여 피상속인이 사망한 지 6개월이 경과한 시점에서 비로소 그 존재를 주장하였다고 하여 이를 두고 유언서의 은닉에 해당한다고 볼 수 없다.[2]

## 참고 문헌
- 명순구, 현대미국신탁법, 세창출판사, 2005 ISBN 978-89-8411-124-0
- 임채웅 역, 미국신탁법 : 유언과 신탁에 대한 새로운 이해, 박영사, 2011 ISBN 978-89-6454-628-4

## 같이 보기
- 다툼 금지 조항